# Ryczywół (województwo mazowieckie)
Ryczywół – wieś sołeckaw Polsce położona w województwie mazowieckim, w powiecie kozienickim, w gminie Kozienice. Leży nad Radomką dopływem Wisły. Dawniej miasto; uzyskał lokację miejską przed 1370 rokiem, zdegradowany w 1869 roku. Był miastem królewskim Korony Królestwa Polskiego, w drugiej połowie XVI wieku położonym w powiecie radomskim województwa sandomierskiego. W latach 1975–1998 miejscowość położona była w województwie radomskim, a przed 1975 w województwie kieleckim.
Ryczywół jest siedzibą rzymskokatolickiej parafii św. Katarzyny.

## Nazwa
Nazwa pochodzi najprawdopodobniej od słów „ryczy” i „wół” i związana jest bydłem przeganianym tędy z Rusi Halickiej na Śląsk. Inna wersja to pochodzenie od greckiego „riks wele”, czyli królewski kamień, przy którym miała się gromadzić okoliczna ludność na wiece.

## Położenie

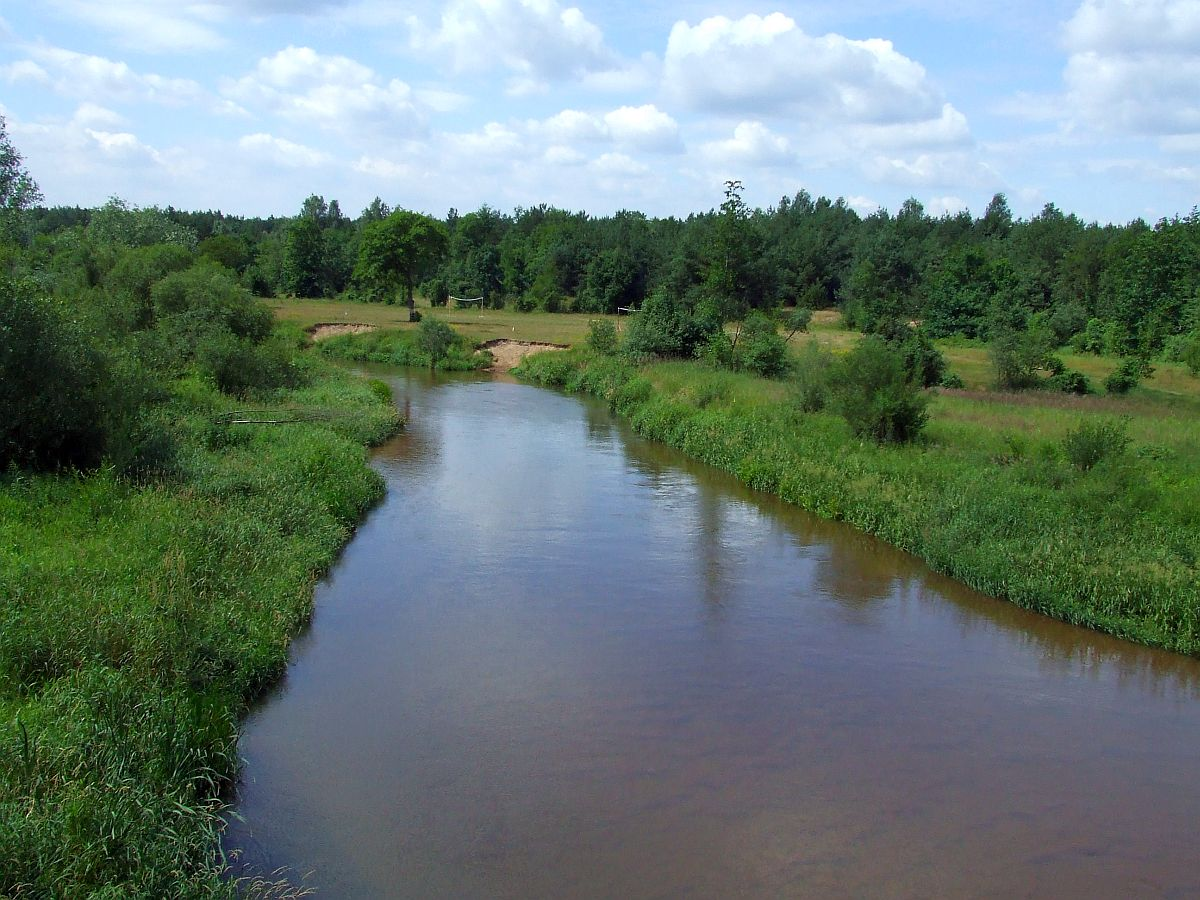
Rzeka Radomka w Ryczywole

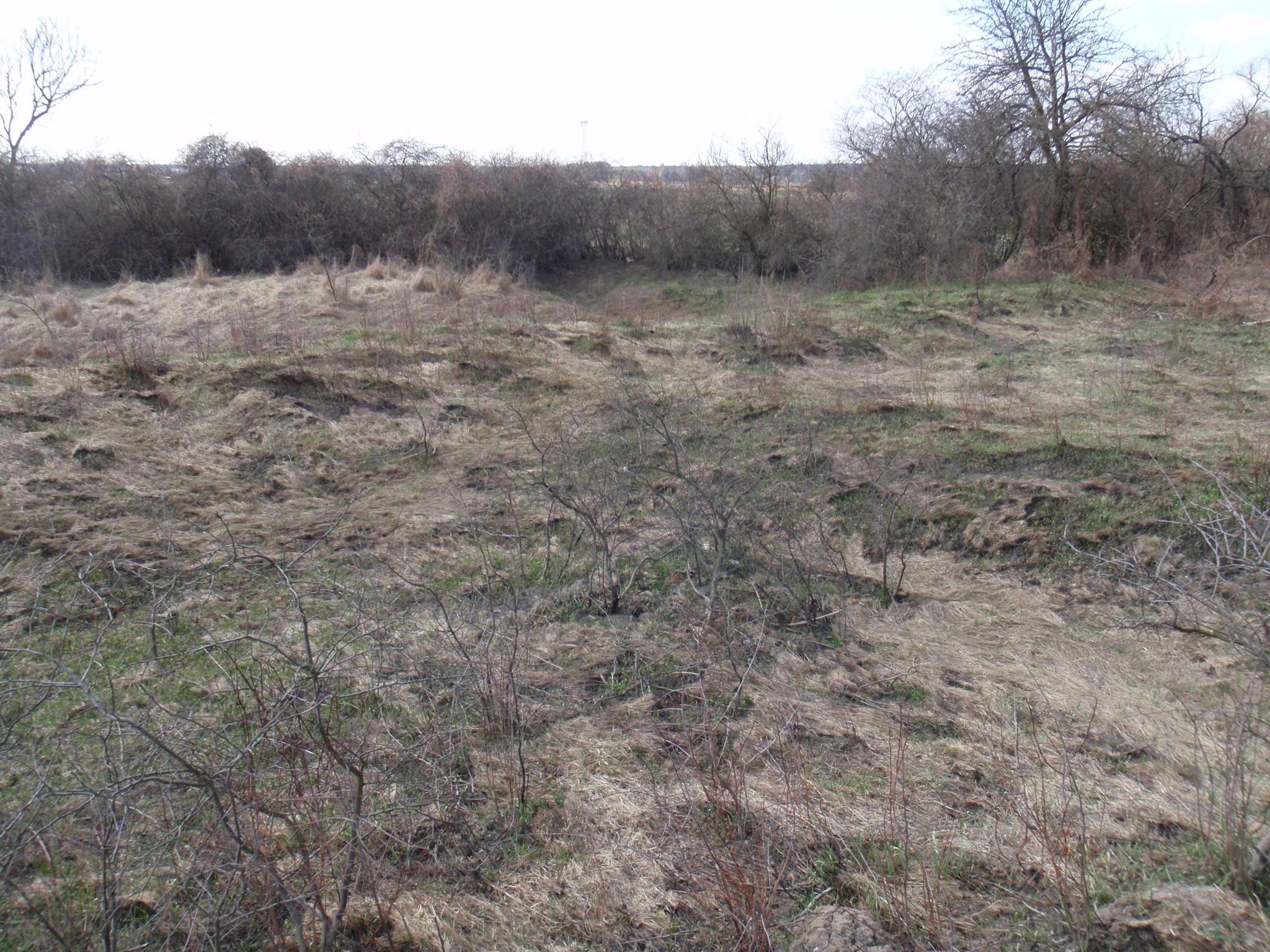
Cmentarz żydowski w Ryczywole

Miejscowość położona w Puszczy Stromeckiej u ujścia rzeki Radomki do Wisły na dawnych szlaku handlowym z Rusi Halickiej na Śląsk, obecnie przy drodze Warszawa–Kozienice–Sandomierz (DK79).
Historycznie Ryczywół położony jest na północnych krańcach Małopolski a dokładniej w ziemi sandomierskiej w pobliżu granicy z Mazowszem.

## Historia
- XIII w. początki Ryczywołu, wymieniana przez Długosza parafia Św. Katarzyny
- 1369 miasto jako królewszczyzna, starostą jest mieszczanin Jan Pylik, wymieniany jest dwór królewski w Ryczywole użytkowany przez Kazimierza Wielkiego
- 1393 dzierżawę obejmuje rycerz Andrzej Ciołek z Ostrołęki nad Pilicą (Królowa Jadwiga zastawia mu i jego spadkobiercom dwór z miastem, przyległe wsie i dochody z komory celnej za 500 grzywien groszy praskich), przy tej okazji w dokumencie wzmiankowany jest zamek obronny w Ryczywole
- 1407 siedziba starostwa niegrodowego
- 1409 Ryczywół otrzymuje prawa miejskie magdeburskie i własny samorząd oraz inne przywileje z rąk króla Władysława Jagiełły
- 1413 zalecenie króla Władysława Jagiełły o ujednoliceniu myta za przeprawę mostową dla mieszczan, w mieście istnieje komora celna i most na Radomce (najprawdopodobniej od końca XIII wieku)
- XV-XVI w. – kolejno właścicielami miasta zostają Piotr Dunin, Jan Dunin z Prawkowic, w mieście powstaje port i zakłady szkutnicze
- 1494 miasto własnością zięcia Piotra Dunina, Pakosza Zwolskiego
- 1513 kolejni właściciele to Hieronim i Abraham Leżeńscy z Leżenic, potem Drzewieccy
- 1655 zniszczenie miasta przez Szwedów, także przez ponowne wylewy Wisły i Radomki
- 1664 w mieście nadal istnieje dwór starościński
- wrzesień 1673 król Michał Korybut Wiśniowiecki wydaje tu uniwersał ochronny od ciężarów wojskowych dla miejscowego mieszczaństwa
- 1681 król Jan III Sobieski potwierdza ów uniwersał, uprzednio w 1677 potwierdzając prawa Żydów (liczne przywileje handlowe i gospodarcze)
- 1761 król August III Sas wydaje przywilej na powstanie gminy żydowskiej w Ryczywole
- 1798 wzmiankowany dwór starościński, wzmiankowany jeszcze na planie z 1830, miasto podupada na skutek złego gospodarowania starostów i wylewów rzek
- XVIII w. zbiera się tutaj Sejm Żydów Polskich (Waad Arba Aracot)
- 1813 relokacja miasta i budowa w nowym miejscu według planów Tomasza Wiarenka (2,5 km od poprzedniego miejsca)
- po 1831 siedziba carskiego majoratu i przekazane za zasługi płk. Selwanowi
- 1869 odebranie praw miejskich
- 15 września 1939 31 pułk piechoty Strzelców Kaniowskich ppłk. Wincentego Wnuka z Armii „Łódź” krwawo przebija się z okrążenia do Wisły
- grudzień 1942, Niemcy utworzyli getto dla żydowskich mieszkańców. Przebywało w nim około 300 Żydów. W sierpniu 1942 część została wywieziona getta w Kozienicach, a stamtąd do obozu zagłady Treblinka II i tam zamordowani, część zamordowano w obozie zagłady w Sobiborze[12].
- 1944 całkowite zniszczenie Ryczywołu w czasie walk na przyczółku warecko-magnuszewskim
- 1968–1979 budowa elektrowni w pobliskich Kozienicach i rozwój wsi.

## Zabytki
- kościół pw. św. Katarzyny z lat 1876–84, odbudowany po zniszczeniach wojennych w latach 1945–1949, nr rej.: 439/A z 16.11.1990
- dzwonnica kościelna
- stara plebania (nie wpisana do rejestru)

## Związani z Ryczywołem
- Maciej z Ryczywołu, 1517 opat sieciechowski, budowniczy klasztoru w Sieciechowie
- Adam Drzewicki (zm. 1534) starosta m.in. ryczywolski
- Anzelm Gostomski (1508–1588) starosta m.in. ryczywolski
- Samuel Szmelke Horowic (1726–1778), wychowawca i nauczyciel cadyków Lewi Izaak z Berdyczowa i Isroela ben Szabbetaj Habsteina Magida z Kozienic